# 金秉址
金 秉址（キム・ビョンジ、김병지 、1970年4月8日 - ）は、大韓民国の元プロサッカー選手。ポジションはゴールキーパー。2023年1月1日から江原FC代表取締役を務めている。

## 経歴

### 選手
韓国代表正ゴールキーパーとして1990年代に活躍。若い頃はフォワードだった。
2015年7月26日、Kリーグクラシック 2015第23節の済州ユナイテッドFC戦で、Kリーグ史上初となる通算700試合出場を達成した。その後6試合に出場し、同シーズン限りで退団。
2016年シーズンは無所属状態が続き、2016年7月19日に自身のFacebook上で現役引退すると発表した。

### 引退後
2022年12月15日、李榮杓の後任として江原FC代表取締役に選任された。2023年1月1日付で就任。

## 所属クラブ
- 蔚山現代FC 1992-2000
- 浦項スティーラース 2001-2005
- FCソウル 2006-2008
- 慶南FC 2008-2012
- 全南ドラゴンズ 2013-2015

## 代表歴

### 出場大会
- 韓国代表
  - 1998 FIFAワールドカップ (グループリーグ敗退)
  - 2002 FIFAワールドカップ (ベスト4)

### 試合数
- 国際Aマッチ 61試合 0得点（1995年-2008年）[3]

| 韓国代表 | 国際Aマッチ | 国際Aマッチ |
| 年       | 出場        | 得点        |
| -------- | ----------- | ----------- |
| 1995     | 4           | 0           |
| 1996     | 13          | 0           |
| 1997     | 10          | 0           |
| 1998     | 16          | 0           |
| 1999     | 3           | 0           |
| 2000     | 4           | 0           |
| 2001     | 2           | 0           |
| 2002     | 8           | 0           |
| 2003     | 0           | 0           |
| 2004     | 0           | 0           |
| 2005     | 0           | 0           |
| 2006     | 0           | 0           |
| 2007     | 0           | 0           |
| 2008     | 1           | 0           |
| 通算     | 61          | 0           |